# Filovci
Filovci (węg. Filóc, prek. Filovce) – wieś w Słowenii, gmina Moravske Toplice. 1 stycznia 2017 liczyła 490 mieszkańców.